# Lukas Mandl

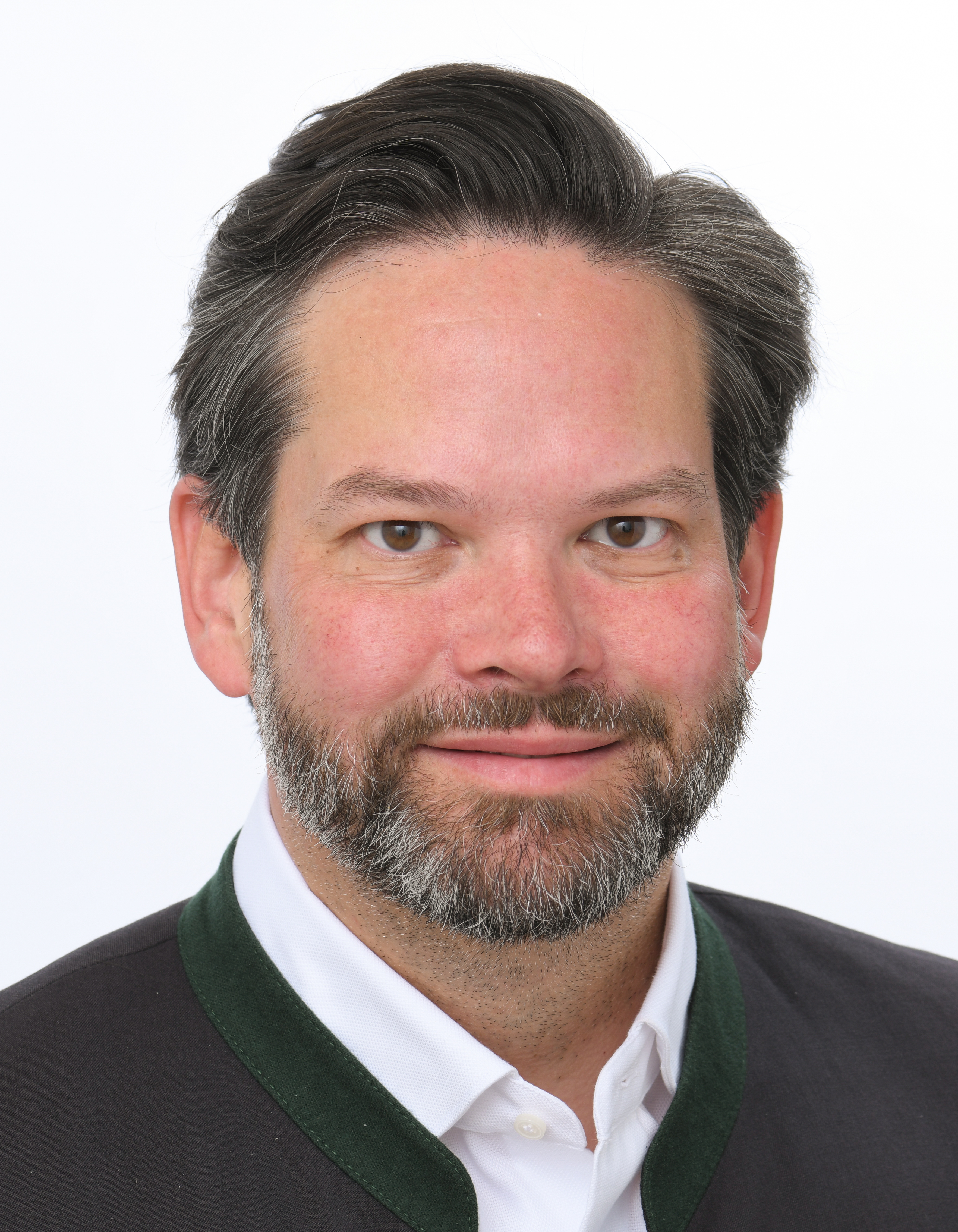
Lukas Mandl (2024)

Lukas Mandl (* 12. Juli 1979 in Wien) ist ein österreichischer Politiker (ÖVP). Mandl war von 2008 bis 2017 Abgeordneter zum Landtag von Niederösterreich. Seit 2017 ist er Mitglied des EU-Parlaments.

## Ausbildung und Beruf
Mandl besuchte die Volksschule in Gerasdorf bei Wien (1985–1989) und die Unterstufe des Gymnasiums Franklinstraße in Wien-Floridsdorf (1989–1993). Er wechselte 1993 an die Handelsakademie in der Ungargasse (Wien-Landstraße), wo er 1998 maturierte. Von 1998 bis 2000 studierte Mandl Handelswissenschaften an der Wirtschaftsuniversität Wien (ohne Abschluss) und leistete von 1999 bis 2000 seinen Grundwehrdienst ab. Danach begann er 2000 ein Studium der Kommunikationswissenschaften an der Universität Wien, das er 2004 mit dem akademischen Grad Mag. phil. abschloss. Seit 1998 arbeitet Mandl als freier Texter. Von 2000 bis 2009 war er als selbständiger Seminartrainer tätig und von 2000 bis 2002 parlamentarischer Mitarbeiter des Nationalratsabgeordneten Gerhart Bruckmann. Er arbeitete danach von 2002 bis 2005 als Trainee der Industriellenvereinigung, war 2005 Consultant bei Hauska & Partner International Communications und danach von 2005 bis 2008 als Zielgruppenbetreuer Referent der Volkspartei Niederösterreich. Seit 2008 ist Mandl Lehrbeauftragter an der Wirtschaftsuniversität Wien, seit 2010 Mitglied des Aufsichtsrates der gemeinnützigen Bau-, Wohn- und Siedlungs-Genossenschaft Alpenland. Von März 2010 bis September 2012 war er Generalsekretär des Arbeitnehmerbundes der ÖVP (ÖAAB). Von Oktober 2012 bis zur Nationalratswahl im September 2013 war Mandl als Personalentwickler der ÖVP tätig.

## Politik

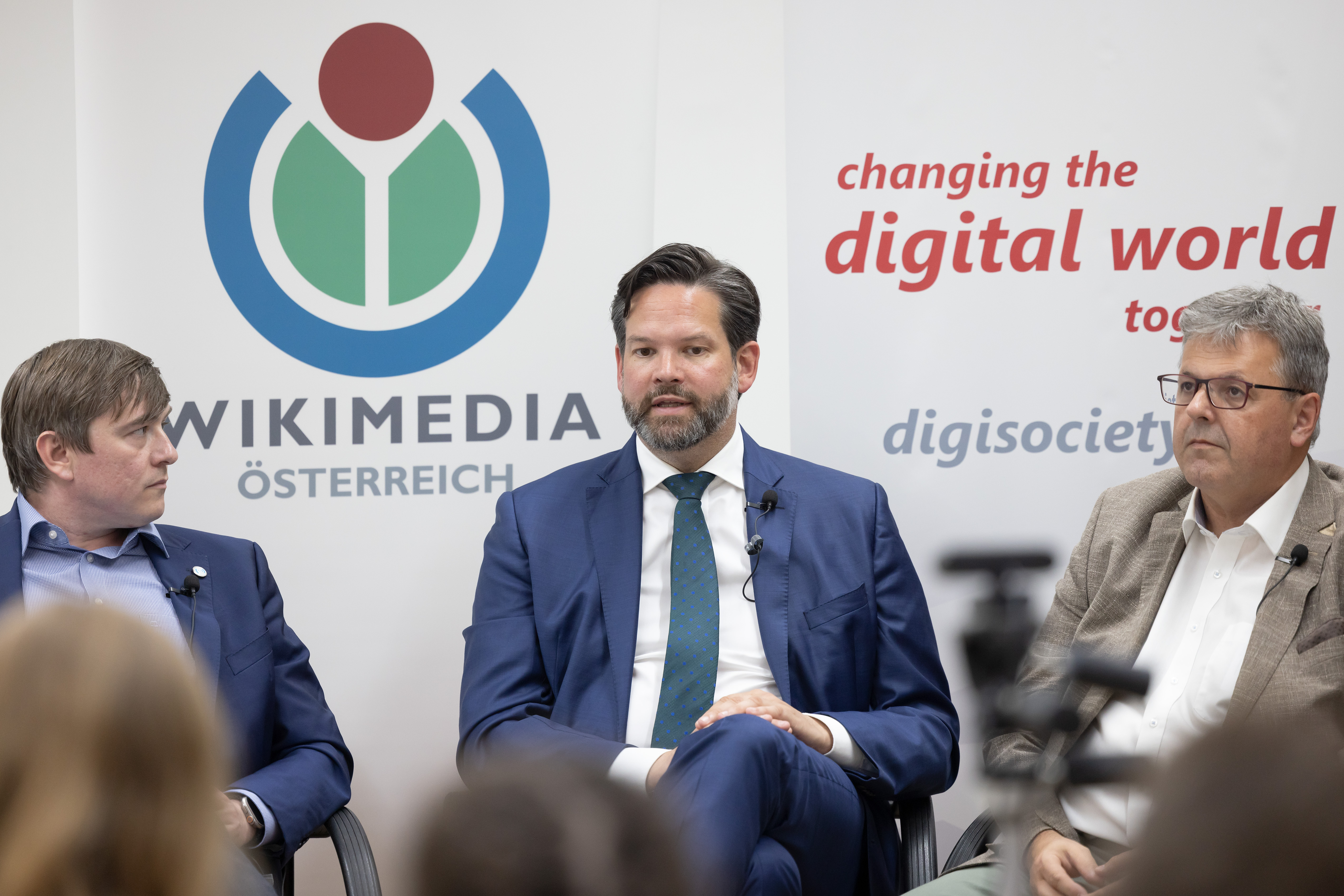
Lukas Mandl bei einer Podiumsdiskussion zur Europawahl 2024

Mandl hatte von 1993 bis 1999 verschiedene Funktionen in der Schülervertretung auf Klassen-, Schul-, Landes- und Bundesebene inne, war von 1995 bis 1998 Landesobmann der Wiener Schülerunion und danach von 1998 bis 1999 Bundesobmann der Österreichischen Schülerunion. 2003 hatte er den Vorsitz in der überparteilichen Bundesjugendvertretung inne. Nach seiner Wahl zum Mitglied des Bundesvorstands des Österreichischen Familienbundes 2005 war er von 2007 bis 2010 Mitglied des überparteilichen Bundeselternbeirats. Mandl wurde am 9. März 2008 im Rahmen des Persönlichkeitswahlmodells der Volkspartei Niederösterreich durch Vorzugsstimmen in den NÖ Landtag gewählt und vertritt dort den Bezirk Wien-Umgebung seit seiner Angelobung am 10. April 2008. Seit dem Frühjahr 2010 ist er Verkehrs-Stadtrat von Gerasdorf bei Wien. Im Sommer 2008 wurde er zum Bezirksparteiobmann der ÖVP Wien-Umgebung gewählt. In dieser Funktion wurde er im Frühjahr 2012 bestätigt. Am 12. März 2010 wurde Mandl zum Generalsekretär des ÖAAB bestellt. Nach genau 900 Tagen im Amt übergab er diese Funktion am 28. August 2012 an den nunmehrigen ÖVP-Klubobmann August Wöginger. Bei den Landtagswahlen in Niederösterreich am 3. März 2013 erreichte Mandl in seinem Wahlkreis Wien-Umgebung 4201 Vorzugsstimmen und schaffte somit den Wiedereinzug in den Landtag. Dort ist er nach einstimmiger Wahl Obmann des Europa-Ausschusses.
Anfang 2014 wurde Lukas Mandl von der ÖVP Niederösterreich zum Spitzenkandidaten für die Europawahl gekürt – bundesweit kandidierte er auf dem siebenten Listenplatz der ÖVP Wahlliste. Prioritäten im Wahlkampf Mandls waren die Stärkung der Europäischen Regionen und eine selbstbewusste Vertretung Österreichs im Europaparlament. Europa sollte zudem nach seiner Auffassung nach innen die Bürgerrechte stärken, nach außen als eine „Supermacht für den Frieden“ auftreten und den „Zentralismus“ abbauen. Er erreichte 4758 Vorzugsstimmen – das fünftbeste Ergebnis aller ÖVP-Kandidaten.
Anfang 2015 führte Lukas Mandl in seiner Heimatstadt die ÖVP Gerasdorf in die Gemeinderatswahl. Mit Mandl als Spitzenkandidat erzielte die Stadtpartei das beste Ergebnis seit der Wahl im Jahr 1990. Die ÖVP Gerasdorf war damit erstmals an einer Stadtregierung beteiligt, Lukas Mandl war Vizebürgermeister in einer SPÖ/ÖVP-Koalition in der Stadtgemeinde. Nach seinem Wechsel als Abgeordneter in das EU-Parlament brachte er am 4. Dezember 2017 seinen Verzicht auf die Funktionen als Gemeinderat und Vizebürgermeister im Rathaus ein.
Am 30. November 2017 rückte er für Elisabeth Köstinger ins Europäische Parlament nach.
2019 wurde Mandl erneut für weitere fünf Jahre mit über 38.000 Vorzugsstimmen ins Europaparlament gewählt, wo er stellvertretender Vorsitzender des Verteidigungsausschusses ist und den Ausschüssen für innere Sicherheit, Arbeitsmarkt und Außenpolitik angehört. Mandl ist im Europäischen Parlament auch Gründungsmitglied des „Sonderausschusses gegen Attacken von außerhalb Europas auf die europäischen Demokratien, etwa durch Desinformation“. Weiters setzt sich Lukas Mandl für die Intensivierung der Beziehungen der EU zu Israel und zum Kosovo ein.
Bei der EU-Wahl 2024 kandidierte Mandl auf dem fünften Listenplatz der ÖVP. Er zog erneut ins Europaparlament ein.

## Gründungen und Ehrenamt
Im Jahr 2000 hat Mandl die „Freunde der Schülerunion“ als Förderverein und Netzwerk gegründet und gehört bis heute dem Präsidium dieses Vereins an. 2003 gründete er die „Plattform Kinderwahlrecht“, die sich dafür einsetzte, dass Eltern für ihre Kinder bei Wahlen zusätzliche Stimmen erhalten sollten. Im Jahr 2010 hat Mandl zudem den Fanclub „Niederösterreicher für Rapid“ gegründet, in welchem er auch als Vizepräsident fungiert. Im Jahr 2011 fand auf Mandls Initiative das erste „Meeting Mauerbach“ statt, aus dem mit dessen zweiter Durchführung im Jahr 2013 das „Institut für die Qualität der Politik“, das Mandl zusammen mit dem Rechtsanwalt Christof Strasser und der Unternehmerin Cornelia Daniel-Gruber ins Leben gerufen hat, hervorging. Ehrenamtliche Führungsaufgaben hat Mandl außerdem in der Versammlung der Regionen Europas (ARE) (Vizepräsident) im Institut der Regionen Europas (IRE) (Mitglied des Kuratoriums), in der Österreichisch-Kosovarischen Freundschaftsgesellschaft (Präsident), beim NÖ Akademikerbund (Landesobmann), beim FC Olympique Klosterneuburg (Vizepräsident), im Rotary-Club Wien-Hofburg (Präsident im Rotarischen Jahr 2016/17) und beim Förderverein der Jugendkirche Wien (Obmann). Des Weiteren ist er Mitglied der katholischen Studentenverbindung ÖkaV Rhaeto-Danubia Wien im ÖCV. 2018 wurde er Ehrenphilister der K.Ö.a.V. Floriana im ÖCV und trägt den Couleurnamen Lox.

## Familie
Lukas Mandl ist viertes von fünf Kindern der gebürtigen Niederländerin Victoire Mandl (geb. Van Ditzhuyzen) und des Steirers Harald Mandl (Pseudonym: Matthias Mander). Seit Mandls zweitem Lebensjahr lebt die Familie in Gerasdorf bei Wien.

## Publikationen
- 2003 in Die ökosoziale Wende – Perspektiven und Horizonte einer schwarz-grünen Politik, schwarzgruen.org
- 2003 in Stromaufwärts – Christdemokratie in der Postmoderne des 21. Jahrhunderts, Böhlau Verlag
- 2007 in Brücken bauen – Christliche Inspiration in der Politik, das 'hohe C' in Österreich, Residenz Verlag
- 2013 in Was wäre, wenn? Zehn Jahre Schwarz-Grün – eine Spekulation, Julius Raab Stiftung
- 2013 in Jahrbuch für politische Beratung, ProVerbis Verlag
- 2013 in Die Volkspartei (R)Evolution, Politische Akademie und Julius Raab Stiftung
- 2019 Initialzündung und Wetterfest in: Rot-Weiss-Rot in Europa – 25 Jahre nach der Volksabstimmung zum Beitritt: Ein- und Ausblicke, zusammen mit Markus Kroiher
- 2021 Kosovo and the EU – state of play, lexikalisches Nachschlagewerk

## Auszeichnungen
- 2024 Großes Goldenes Ehrenzeichen für Verdienste um die Republik Österreich[5]